# Granulatiekorrel

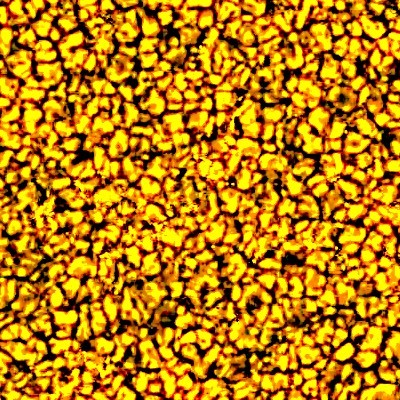
Granulatiekorrels op het zonoppervlak.

Granulatiekorrels (ook granulatiecellen) zijn relatief kleine gebieden in de fotosfeer van de Zon die dit oppervlak een korrelige structuur lijken te geven. De afzonderlijke korrels hebben middellijnen van iets meer dan een boogseconde, wat inhoudt dat zij in werkelijkheid nog altijd zo'n 1000 kilometer groot zijn.
De korrels, die een oppervlakte hebben gelijk aan die van middelgrote aardse landen, ontstaan en vergaan in enkele minuten minuten. De korrels van de granulatie ontstaan als gevolg van temperatuurwisselingen in het lichtgevende oppervlak van de zon. Waarschijnlijk wordt dit ook beïnvloed door de sterke op- en neerwaarts stromingen. De temperatuur van de granulaten is tamelijk nauwkeurig gemeten. Daarbij bleek dat granulaten ongeveer 300 graden minder heet zijn dan hun omgeving.